# Jenny Burman
Jenny Burman (född 1974 i Avesta) var tidigare webbdesigner och är numera grafisk formgivare på Posten Frimärken.
Efter avslutat gymnasium arbetade hon som au pair några år i USA. Jenny Burman som också målar hade en utställning på Guldramen 1996. Efter en grafisk grundutbildning i Falun kom hon in på en webbyrå. Därefter blev det flera kurser på Berghs School of Communications i Stockholm innan hon slutligen hamnade på Posten Frimärken i Kista.
Hon debuterade som frimärksdesigner med tre frimärken föreställande myror, en humla samt nyckelpigor. Utgivningsdag för frimärkena: 24 januari 2008.